# Ligulodiaptomus acutipoditus
Ligulodiaptomus acutipoditus is een eenoogkreeftjessoort uit de familie van de Diaptomidae. De wetenschappelijke naam van de soort is voor het eerst geldig gepubliceerd in 1975 door Sung, Shen, Sung, Li & Chen.